# The Avenger (album)
The Avenger è il secondo album del gruppo melodic death metal svedese Amon Amarth pubblicato il 2 settembre 1999 dalla Metal Blade anche una versione digipack con la traccia bonus "Thor Arise" contenuta nell'omonimo demo.

## Tracce
1. Bleed For Ancient Gods – 4:35
2. The Last With Pagan Blood – 5:43
3. North Sea Storm – 4:59
4. Avenger – 7:16
5. God, His Son And Holy Whore – 4:04
6. Metalwrath – 3:53
7. Legend of A Banished Man – 6:04
8. Thor Arise (Digipack Bonus Track) – 5:06

## Formazione
- Johan Hegg - voce
- Olavi Mikkonen - chitarra
- Johan Söderberg - chitarra
- Ted Lundström - basso
- Fredrik Andersson - batteria